# Moselle Open
A Moselle Open egy minden évben megrendezésre kerülő tenisztorna férfiak számára Metzben. A verseny az ATP World Tour 250 Series tornák közé tartozik, összdíjazása 540 310 €.

## Döntők

### Egyes
| Év   | Győztes            | Ellenfél a döntőben   | Eredmény a döntőben |
| ---- | ------------------ | --------------------- | ------------------- |
| 2017 | Peter Gojowczyk    | Benoît Paire          | 7–5, 6–2            |
| 2016 | Lucas Pouille      | Dominic Thiem         | 7–6(5), 6–2         |
| 2015 | Jo-Wilfried Tsonga | Gilles Simon          | 7–6(5), 1–6, 6–2    |
| 2014 | David Goffin       | João Sousa            | 6–4, 6–3            |
| 2013 | Gilles Simon       | Jo-Wilfried Tsonga    | 6–4, 6–3            |
| 2012 | Jo-Wilfried Tsonga | Andreas Seppi         | 6–1, 6–2            |
| 2011 | Jo-Wilfried Tsonga | Ivan Ljubičić         | 6–3, 6–7(7), 6–3    |
| 2010 | Gilles Simon       | Mischa Zverev         | 6–3, 6–2            |
| 2009 | Gaël Monfils       | Philipp Kohlschreiber | 7–6(1), 3–6, 6–2    |
| 2008 | Dmitrij Turszunov  | Paul-Henri Mathieu    | 7–6(6), 1–6, 6–4    |
| 2007 | Tommy Robredo      | Andy Murray           | 0–6, 6–2, 6–3       |
| 2006 | Novak Đoković      | Jürgen Melzer         | 4–6, 6–3, 6–2       |
| 2005 | Ivan Ljubičić      | Gaël Monfils          | 7–6(7), 6–0         |
| 2004 | Jerome Haehnel     | Richard Gasquet       | 7–6(9), 6–4         |
| 2003 | Arnaud Clément     | Fernando González     | 6–3, 1–6, 6–3       |

### Páros
| Év   | Győztes                                 | Ellenfél a döntőben                  | Eredmény a döntőben |
| ---- | --------------------------------------- | ------------------------------------ | ------------------- |
| 2017 | Julien Benneteau Édouard Roger-Vasselin | Wesley Koolhof Artem Sitak           | 7–5, 6–3            |
| 2016 | Julio Peralta Horacio Zeballos          | Mate Pavić Michael Venus             | 6–3, 7–6(4)         |
| 2015 | Łukasz Kubot Édouard Roger-Vasselin     | Pierre-Hugues Herbert Nicolas Mahut  | 2–6, 6–3, [10–7]    |
| 2014 | Mariusz Fyrstenberg Marcin Matkowski    | Marin Draganja Henri Kontinen        | 6–7(3), 6–3, [10–8] |
| 2013 | Johan Brunström Raven Klaasen           | Nicolas Mahut Jo-Wilfried Tsonga     | 6–4, 7–6(5)         |
| 2012 | Nicolas Mahut Édouard Roger-Vasselin    | Johan Brunström Frederik Nielsen     | 7–6(3), 6–4         |
| 2011 | Jamie Murray André Sá                   | Lukáš Dlouhý Marcelo Melo            | 6–4, 7–6(7)         |
| 2010 | Dustin Brown Rogier Wassen              | Marcelo Melo Bruno Soares            | 6–3, 6–3            |
| 2009 | Colin Fleming Ken Skupski               | Arnaud Clément Michaël Llodra        | 2–6, 6–4, [10–5]    |
| 2008 | Arnaud Clément Michaël Llodra           | Mariusz Fyrstenberg Marcin Matkowski | 5–7, 6–3, [10–8 ]   |
| 2007 | Arnaud Clément Michaël Llodra           | Mariusz Fyrstenberg Marcin Matkowski | 6–1, 6–4            |
| 2006 | Richard Gasquet Fabrice Santoro         | Julian Knowle Jürgen Melzer          | 3–6, 6–1, [11–9]    |
| 2005 | Michaël Llodra Fabrice Santoro          | José Acasuso Sebastian Prieto        | 6–2, 3–6, 6–4       |
| 2004 | Arnaud Clément Nicolas Mahut            | Ivan Ljubičić Uros Vico              | 6–2, 7–6(8)         |
| 2003 | Julien Benneteau Nicolas Mahut          | Michaël Llodra Fabrice Santoro       | 7–6(2), 6–3         |